# European University Institute
Het European University Institute (EUI) in Fiesole (Florence), Italië is een internationaal postdoctoraal onderwijs- en onderzoeksinstituut opgericht in 1976 door de leden van de Europese Gemeenschap om bij te dragen aan culturele en wetenschappelijke ontwikkelingen in de sociale wetenschap vanuit een Europees perspectief. Het instituut bestaat uit vier academische departementen: economie, (ECO), geschiedenis (HEC), recht (LAW) en politieke en sociale wetenschappen (SPS). Daarnaast huisvest het ook het Robert Schuman Centre for Advanced Studies, een interdisciplinaire centrum voor beleidsondersteunend onderzoek. Het interdisciplinaire Max Weber postdoctoraal programma brengt sinds 2006 elk jaar een zestigtal recent gepromoveerde wetenschappers van over heel de wereld samen. Sinds 2017 organiseert het instituut ook de School of Transnational Governance.
De vier academische departementen van EUI organiseren doctoraatsprogramma`s in hun respectievelijke discipline. Elk jaar recruteren de departementen een dertigtal promovendi afkomstig uit heel Europa die in Florence een promotietraject van vier jaar aanvatten. Het departement recht organiseert ook een eenjarig LLM programma. Het professorencorps van het instituut bestaat uit academici die in het midden of tegen het einde van hun loopbaan zitten en voor een periode van maximum acht jaar op EUI promovendi begeleiden en seminaries geven in het doctoraatsprogramma.
De campus van het instituut bevindt zich in het grensgebied van Florence en de stad Fiesole en bestaat uit een tiental historische gebouwen. De hoofdzetel van het instituut bevindt zich in de Badia Fiesolana, gelegen nabij het gehucht San Domenico. De Badia huisvest ook de bibliotheek van het instituut en het departement politieke en sociale wetenschappen. Tegenover de Badia, gescheiden door het dal van de rivier Mugnone, bevindt zich de Villa Salviati, waar de departementen recht en geschiedenis sinds 2016 hun zetel hebben. De Villa Salviati herbergt ook de archieven van de Europese Unie. Het departement economie zetelt in de Villa Lafonte, ook nabij San Domenico.
Alle officiële landstalen van de lidstaten van EUI zijn ook officiële talen van het instituut. Engels dient echter als lingua franca in seminaries en wetenschappelijke bijeenkomsten.

## Voormalige voorzitters
- Émile Noël